# الحمامات الشتوية
الحمامات الشتوية (سبيطلة) هو معلم أثري تونسي مصنف من قبل المعهد الوطني للتراث يقع في ولاية القصرين في الشمال الغربي التونسي، تحديدا في مدينة القصرين تم تصنيف المعلم في يوم 25 جانفي 1922.

## مقالات ذات صلة
- قائمة المعالم الأثرية المصنفة في تونس